# Mahamadou Mariko
Mahamadou Mariko né le 27 mai 1987 est un footballeur malien.
En championnat national, il joue dans l’équipe du Stade malien après avoir joué au Djoliba AC. Il joue également avec l’équipe nationale,.